# Ulčové
Ulčové (zastarale Mangunové, Olčové, vlastním jménem Nani, Ulča (нани, ульча) – „místní“; rusky Ульчи) jsou etnikum žijící v povodí Amuru na jihovýchodě Ruska (Chabarovský kraj). Malá část jich žije na Ukrajině.

## Historie
Ulčové jsou s největší pravděpodobností potomci domácího mezolitického obyvatelstva smíšeného s kmeny příchozími z jihu (v 3. tisíciletím př. n. l.), západu a severu. Antropologicky jsou Ulčové zástupci bajkalského typu severoasijské malé rasy s příměsí amursko-sachalinského typu (který je důsledkem jejich míšení se sousedními Nivchy).
Poprvé se Rusové s Ulči (a sousedními kmeny dolního Poamuří) setkali v polovině 17. století během expedic Vasilije Pojarkova a Jerofeje Chabarova na Dálný ruský východ, nazývali je tehdy Natci a Lonci. Rusy záhy z dolního Poamuří vytlačila říše Čching, takže přímý kontakt Ulčů s Rusy byl obnoven až v polovině 19. století, kdy dolní Poamuří připadlo Rusku. Poté se postupně začlenili do ruské společnosti.

## Jazyk
Jejich jazyk, ulčština, patří do jižní větve tunguzsko-mandžuské skupiny kontroverzní altajské jazykové rodiny.

## Početnost
Většina Ulčů žije v devíti osadách na dolním toku Amuru v Ulčském rajónu Chabarovského kraje. V průběhu většiny 20. století počet Ulčů v Rusku rostl, z 723 roku 1926 na 3173 roku 1989; poté začal mírně klesat. V ruském sčítání lidu roku 2002 se k ulčské národnosti přihlásilo 2913 lidí, v toho 2713 v Chabarovském kraji, vesměs v Ulčském rajónu. V ruském sčítání lidu roku 2010 bylo Ulčů 2765.
V ukrajinském sčítání roku 2001 se přihlásilo k Ulčům 76 lidí (ačkoli roku 1989 pouze 13).